# Plectranthus serrulatus
Plectranthus serrulatus là một loài thực vật có hoa trong họ Hoa môi. Loài này được (Robyns) Troupin & Ayob. miêu tả khoa học đầu tiên năm 1985.